# سالفاتوري كوازيمودو

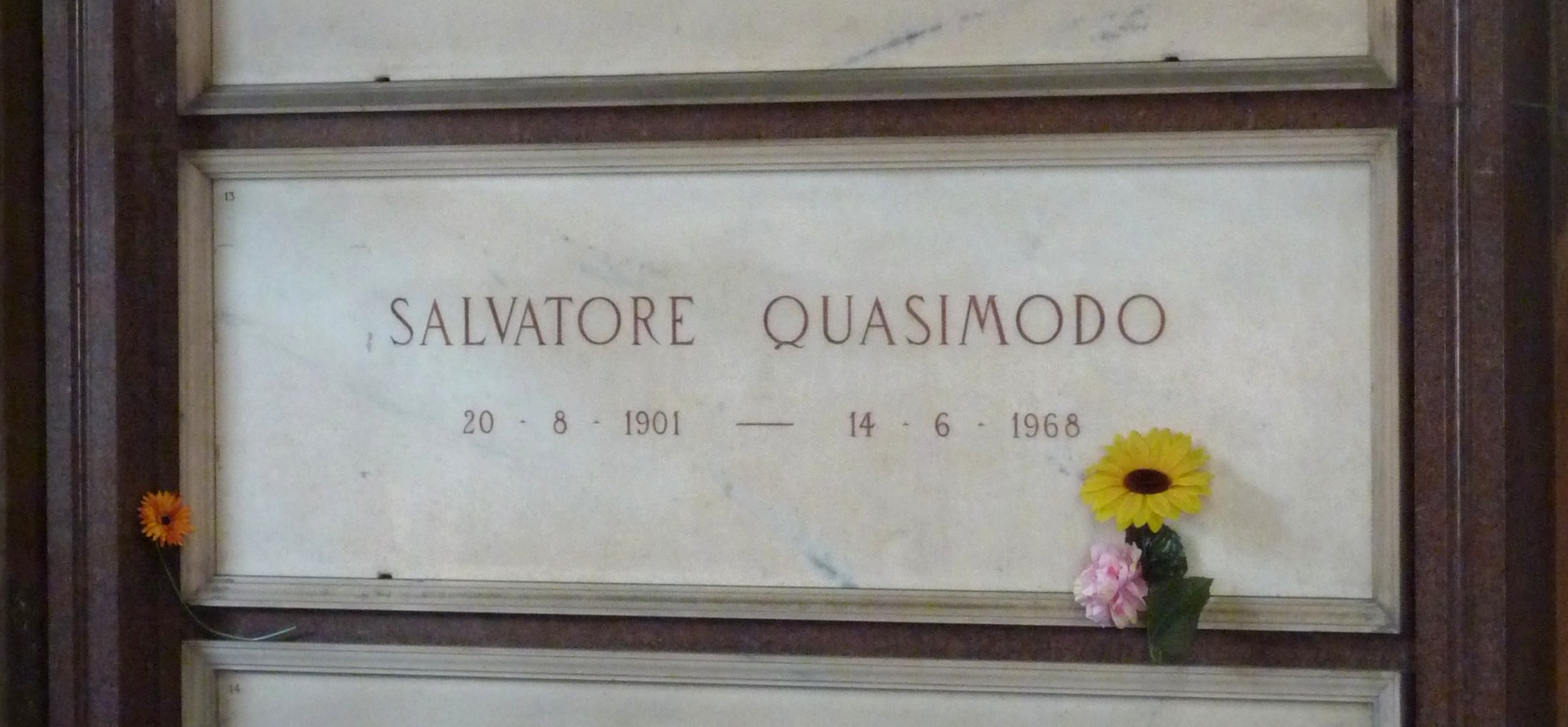
قبر كوازيمودو في ميلانو.

كواسيمودو، سالفاتوري (Salvatore Quasimodo) (موديكا، 20 أغسطس 1901 - نابولي 14 يونيو 1968) شاعر وناقد ومترجم إيطالي، كان حتى عام 1942م ينتمي إلى المدرسة الهرمسية التي تتسم بنظم الشعر بأسلوب شخصي عسير ولكنه تحول بعد الحرب العالمية الثانية إلى مناقشة موضوعات اجتماعية عصرية في كتاباته، حصل على جائزة نوبل للآداب في سنة 1959م عن أعماله الشعرية الغنائية المعبرة عن الحياة المأساوية في عصرنا الحالي، يعد إلى جانب جوزيبي أونغاريتي ويوجينيو مونتالي أحد أهم الشعراء الإيطاليين بالقرن العشرين.

## سيرته
ولد كواسيمودو في مدينة موديكا بالقرب من صقلية لأب يعمل موظفاً بالسكك الحديدية، تلقى تعليمه الابتدائي بالقرب من مدينة سيراقوسة وفي مدينة ميسينا ثالث أكبر مدينة بجزيرة صقلية، درس الرياضيات والهندسة في مدينة باليرمو وبعدها رحل إلى الشمال حيث أكمل دراسته الهندسية بروما سنة 1919م، عمل كمهندس في أحد الهيئات الحكومية الإيطالية لعشر سنوات، وكان يستغل أوقات الفراغ في كتابة الشعر هوايته التي أحبها منذ الطفولة.
ظهرت أول أعمال كواسيمودو الشعرية بمجلة Solaria «سولاريا» وهي مجلة ادبية دورية تصدر في فلورنسا، وقد كان وقتها تلميذاً لشاعري المدرسة الهرمسية جوزيبي أونغاريتي ويوجينيو مونتالي، وفي عام 1930م صدرت تلك الأعمال في ديوان تحت عنوان Acque e terre «مياه ويابسة» والذي جعل من كواسيمودو رائداً من رواد المدرسة الهرمسية، وبعد سنة 1935م اعتزل كواسيمودو الهندسة نهائياً ليتفرغ لتدريس الأدب الإيطالي بأحد المعاهد الموسيقية بميلان، أتبع ديوانه الأول بمجموعة من الدواوين التي اتسمت بالأسلوب الشخصي العسير والرموز الهرمسية المبهمة ولكنها احتوت على بعض القصائد التي تميزت بحيودها عن الاستغراق الشخصي وتطرقها إلى موضوعات معاصرة من هذه الدواوين: ديوان Oboe sommerso «المزمار المغمور» سنة 1932 وديوان Odore di eucalyptus «أريج الكافور» سنة 1933 و Erato e Apollion «إراتو وأبوليون» سنة 1936، آخر أعماله التي تنتمي للمدرسة الهرمسية هما ديوان Poesie «القصائد» سنة 1938م و Ed è subito sera «وفجأة يطل المساء» سنة 1942م.
بعد انتهاء الحرب العالمية تحول أسلوبه لمعالجة أحداث عصره، وابتداءً من ديوانه Giorno dopo giorno «يوم إثر الآخر» سنة 1947م غدا شعره تأملاً دقيقاً في الحزن والدمار الذين جلبتهما الحرب على الإنسانية، نددت كثير من قصائده في تلك الحقبة بضيم الحكم الفاشي، وبشاعات الحروب، وآثام الإيطاليين، كما أضحت قصائده تتسم ببساطة اللغة وواقعية الصور والمجازات.
حصل على جائزة سان بابليا عام 1950 وفي عام 1953 تناصف جائزة ايتناورمينا مع الشاعر الويلزي ديلان توماس. وفي عام 1958 حصل على جائزة مايريجيو، حصل على جائزة نوبل عام 1959، لكواسيمودو - إلى جانب نشاطه الشعري - مشاركات فلسفية. ومن كتبه في هذا الحقل: ((الروح فعل خالص))1937، ((مذهب المنطق من حيث هو نظرية للمعرفة)) 1946 و ((فلسفة الفن)) 1949

## روابط خارجية
- سالفاتوري كوازيمودو على موقع IMDb (الإنجليزية)
- سالفاتوري كوازيمودو على موقع الموسوعة البريطانية (الإنجليزية)
- سالفاتوري كوازيمودو على موقع مونزينجر (الألمانية)
- سالفاتوري كوازيمودو على موقع ميوزك برينز (الإنجليزية)
- سالفاتوري كوازيمودو على موقع قاعدة بيانات الأفلام السويدية (السويدية)
- سالفاتوري كوازيمودو على موقع إن إن دي بي (الإنجليزية)
- سالفاتوري كوازيمودو على موقع ديسكوغز (الإنجليزية)
- سالفاتوري كوازيمودو على موقع قاعدة بيانات الفيلم (الإنجليزية)